# 克里斯特爾斯普林斯 (北達科他州)
克里斯特爾斯普林斯（英語：Crystal Springs）是位於美國北達科他州基德縣的非建制地區。

## 歷史
克里斯特爾斯普林斯的郵局於1884年設立，其後於1993年停運。

## 地理
克里斯特爾斯普林斯所處的海拔為高於海平面558米（即1831英呎），而該地所採用的時區為UTC-6，即北美中部时区（CST）。同時該地設有夏令時間，為UTC-6調快一小時，即UTC-5（CDT）。